# 道往寺
道往寺（どうおうじ）は、東京都港区にある浄土宗の寺院。

## 歴史
1600年（慶長5年）または寛文年間（1661年 - 1673年）、無念によって開山された。当寺公式サイトでは、寛文説を採っている。
当寺は高輪の高台に位置しており、東の空に見える朝日や月の眺めは格別とされ、別名「月見寺」とも呼ばれていた。
1945年（昭和20年）の空襲では、庫裏は焼失したが、本堂は幸いにも燃えずに済んだ。

## 交通アクセス
- 泉岳寺駅より徒歩1分。